# Хартум
Харту́м (араб. الخرطوم‎, англ. Khartoum) — столица Судана. Расположен в месте слияния рек Белый Нил и Голубой Нил. Отсюда река Нил течёт на север к Египту и Средиземному морю.

## Этимология
Город основан в 1823 году при слиянии Белого и Голубого Нила. Узкая и длинная стрелка между этими реками у местного населения получила название «хобот» (арабское Хартум), которое и стало названием возникшего на ней города.

## Общие сведения
Архитектура города носит преимущественно арабский, восточный характер. Центральная часть города расположена вдоль долины Голубого Нила. Здесь на набережной рядом с Дворцом республики — резиденцией главы государства — расположены различные министерства и ведомства. Неподалёку находится хартумский «Сити», ядро финансово-торгового центра города.
Современный мост через Голубой Нил ведёт к университетскому городку, музею естественной истории и этнографии.
Омдурман — самая оживлённая часть суданской столицы. Здесь жилые и административные здания построены в типично арабском стиле — с тесными улочками, на которых расположено множество маленьких магазинчиков и ремесленных мастерских. Пригород Бабкир печально знаменит упавшим рядом Ил-76 суданской авиакомпании. Пилотам удалось отвернуть самолёт от зданий.

## Климат
По ряду показателей, Хартум является самым жарким крупным городом мира. Климат Хартума и относится к категории тропического пустынного, однако из-за низкой географической широты колебания между летом и зимой относительно незначительны, и составляют всего 12 °C между январем и июнем (наиболее тёплым месяцем). В отличие от других городов с похожим климатом (Багдад, Финикс, Эр-Рияд), где имеется более прохладное время года, когда сильная жара отсутствует, в Хартуме даже в зимние месяцы средний максимум никогда не опускается ниже 30 °С. Среднегодовой максимум в Хартуме составляет 37 °С, ни один другой крупный город мира не имеет столь высокого среднегодового максимума.

Даже в январе возможна температура в 40 °C, а в мае-июне — почти 50 °C. Среднесуточная температура в мае-августе в отдельные дни может превышать 40 °C. Зима отличается крайней сухостью, хотя немного прохладнее лета. Все осадки (а их всего 150 мм) выпадают строго с июня по сентябрь, образуя очень короткий влажный сезон. В остальное время года осадки практически исключены. Средняя температура января 21,5 °C, мая-июня 33,5 °C.
| Показатель                    | Янв. | Фев. | Март | Апр. | Май  | Июнь | Июль | Авг. | Сен. | Окт. | Нояб. | Дек. | Год   |
| ----------------------------- | ---- | ---- | ---- | ---- | ---- | ---- | ---- | ---- | ---- | ---- | ----- | ---- | ----- |
| Абсолютный максимум, °C       | 41,7 | 42,5 | 45,5 | 48,0 | 47,5 | 47,7 | 44,6 | 45,3 | 44,5 | 44,5 | 41,5  | 39,0 | 48,0  |
| Средний суточный максимум, °C | 29,9 | 32,5 | 36,0 | 39,8 | 40,9 | 41,1 | 38,0 | 36,9 | 38,6 | 38,5 | 35,0  | 31,3 | 36,5  |
| Средняя температура, °C       | 23,4 | 25,1 | 28,9 | 32,8 | 35,1 | 35,1 | 32,7 | 32,0 | 32,9 | 33,1 | 28,9  | 25,0 | 30,4  |
| Средний суточный минимум, °C  | 18,2 | 19,6 | 22,9 | 26,8 | 29,7 | 30,1 | 28,3 | 27,7 | 28,1 | 28,3 | 24,0  | 19,7 | 25,3  |
| Абсолютный минимум, °C        | 7,2  | 7,0  | 11,1 | 16,3 | 19,8 | 20,5 | 19,0 | 16,5 | 18,9 | 19,0 | 12,8  | 7,5  | 7,0   |
| Норма осадков, мм             | 0,0  | 0,0  | 0,0  | 0,0  | 3,9  | 4,2  | 29,6 | 48,3 | 26,7 | 7,8  | 0,7   | 0,0  | 121,2 |
| Источник: Погода и Климат     |      |      |      |      |      |      |      |      |      |      |       |      |       |

## История
Город возник на мысе Мокрен или Рас-эль-Хартум (Кончик слоновьего хобота). Отсюда название города (al-Khartûm — хобот слона по-арабски).
Датой основания города считается 1823. Хартум был резиденцией хукумдара (египетского генерал-губернатора), имевшего власть над пятью провинциями Судана. В 1862 году в Хартуме проживало 45 000 жителей.
Благодаря прекрасному местоположению Хартум быстро стал торговым центром Северо-Восточной Африки.

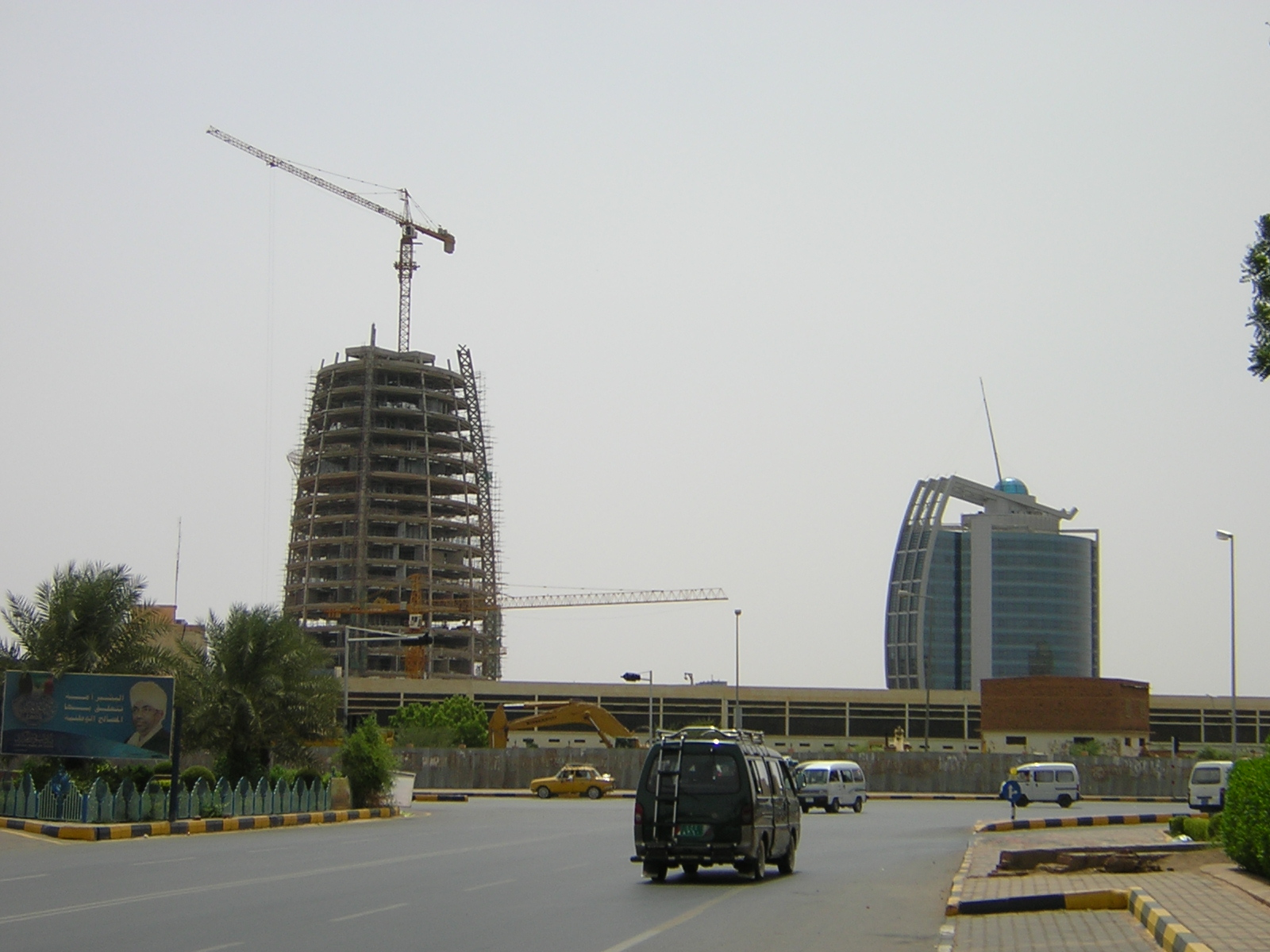
Строительство в Хартуме

В марте 1884 — январе 1885, в ходе восстания махдистов, войска Махди (Мухаммеда ибн Абдаллы), подвергли Хартум осаде и захватили его. Губернатор Чарльз Джордж Гордон был обезглавлен. Позднее, 2 сентября 1898, Омдурман стал местом кровавого сражения, в котором британские войска разгромили махдистскую армию, оборонявшую город.
С 29 августа по 1 сентября 1967 года, после окончания Шестидневной войны, в городе состоялся саммит Лиги арабских государств 1967 года. На саммите была принята Хартумская резолюция, призывающая к продолжению состояния войны с Израилем (принцип «трех нет»), к окончанию арабского нефтяного бойкота, объявленного во время Шестидневной войны, к прекращению гражданской войны в Северном Йемене и оказанию экономической помощи для Египта и Иордании.
В 1973 году в Хартуме были взяты в заложники работники европейских и американских посольств, 10 работников посольства Саудовской Аравии, пятеро из которых были дипломатами. Посол США, заместитель посла США, и 1 бельгийский дипломат были убиты. Оставшиеся заложники освобождены. В 1973 году стало известно, что «Хартумская операция» была спланирована и проведена при полной поддержке и личном одобрении Ясира Арафата.
Первый нефтепровод между Хартумом и Порт-Суданом был завершён в 1977 году.
После взрывов бомб в американских посольствах в 1998 году США, возложив вину за них на мусульманскую экстремистскую организацию «Аль-Каида», 20 августа ответили ударами крылатых ракет по лагерям «Аль-Каиды» в Афганистане и по фармацевтической фабрике «аль-Шифа» в Хартуме.

## Население
| Год             | Население | Население   |
| Год             | Город     | Агломерация |
| --------------- | --------- | ----------- |
| 1907            | 69 349    | н. д.       |
| 1956            | 93 100    | 245 800     |
| 1973            | 333 906   | 748 300     |
| 1983            | 476 218   | 1 340 646   |
| 1993            | 947 483   | 2 919 773   |
| 2008 (перепись) | 639 598   | 5 274 321   |

## Образование
В Хартуме несколько вузов — университет, технический и педагогический институты, филиал Каирского университета.
- Хартумский университет
- Суданский университет науки и технологий

## Транспорт
Хартум — один из важнейших транспортных центров страны, место пересечения нескольких железнодорожных линий и речных путей. По реке Нил вывозится значительная доля товаров, производимых в стране, и доставляется большая доля импорта. Через реку построены несколько мостов.
В городе расположен Международный аэропорт Хартума. В 40 км от города планируется строительство нового аэропорта.

## Достопримечательности
- Национальный музей Судана

## Города-побратимы
Хартум является городом-побратимом следующих городов:
- Амман, Иордания
- Каир, Египет
- Стамбул, Турция
- Анкара, Турция
- Санкт-Петербург, Россия (2002)
- Ухань, КНР
- Асмэра, Эритрея
- Омдурман, Судан